# Artajona
Artajona (em castelhano) ou Artaxoa (em basco) é um município da Espanha na província e comunidade autónoma de Navarra. Tem 67,14 km² de área e em 2021 tinha 1 741 habitantes (densidade: 25,9 hab./km²).

## Demografia
| Variação demográfica do município entre 1991 e 2004 | Variação demográfica do município entre 1991 e 2004 | Variação demográfica do município entre 1991 e 2004 | Variação demográfica do município entre 1991 e 2004 |
| --------------------------------------------------- | --------------------------------------------------- | --------------------------------------------------- | --------------------------------------------------- |
| 1991                                                | 1996                                                | 2001                                                | 2004                                                |
| 1701                                                | 1676                                                | 1721                                                | 1666                                                |